# 세인트앤드루구 (세인트빈센트 그레나딘)

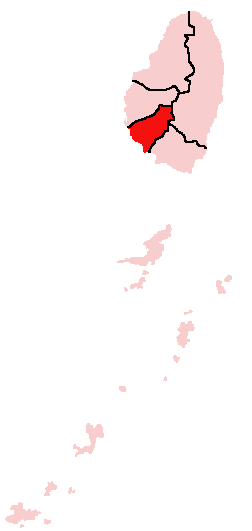
세인트앤드루구의 위치

세인트앤드루구(영어: Saint Andrew Parish)는 세인트빈센트 그레나딘의 구로 행정 중심지는 라유이며 면적은 29km2, 인구는 6,700명(2000년 기준)이다. 세인트빈센트섬에 위치한다.